# A Chau
A Chau (en chino, 鴉洲; pinyin, Yāzhōu) es una pequeña isla localizada en la parte interior de Sha Tau Kok Hoi, frente a Nam Chung, en el noreste los Nuevos Territorios de Hong Kong y al sur de China. Se encuentra bajo la administración del Distrito Norte. La isla está comprendida en la llamada zona cerrada fronteriza.
A Chau ha sido designado como un Sitio de Especial Interés Científico desde 1985. La fauna de la isla incluye garzas nocturnas, Garceta común, Garza Grande, y gaviotas. También es un sitio de reproducción para las aves migrantes. 